# اكوت الوسطى (آيت حمو)
اكوت الوسطى هي إحدى مشيخات المملكة المغربية، تتبع جغرافيا لإقليم الرحامنة وإداريًا لآيت حمو. يقدر عدد سكانها بـ 3776 نسمة حسب الإحصاء الرسمي للسكان والسكنى لسنة 2004.